# Thorvald og Linda
Thorvald og Linda er en dansk film fra 1982.
- Manuskript og instruktion Lene Grønlykke og Sven Grønlykke.

Blandt de medvirkende kan nævnes:
- Stina Ekblad
- Aksel Erhardsen
- Erik Paaske
- Otto Brandenburg
- John Hahn-Petersen
- Jesper Klein
- Bjarne "Liller" Pedersen
- Gotha Andersen
- Jens Arentzen
- Folmer Rubæk
- Hans Jørgen Lembourn
- Torben Zeller